# Gunnar Bjurman

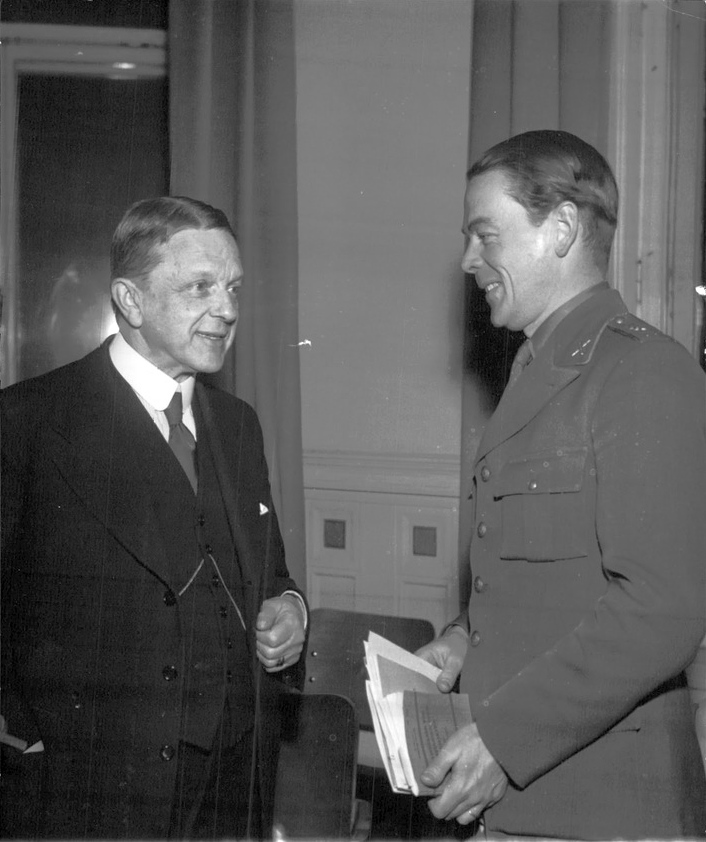
Gunnar Bjurman (till vänster) och kapten Nils Juhlin håller kurs i militär presstjänst, 1945.

Gunnar Abraham Bjurman, född 13 augusti 1880 och död 3 april 1951, var en svensk tidningsman och författare.
Bjurman, som var son till Göte Bjurman, blev filosofie doktor vid Lunds universitet 1917, och var medarbetare i olika svenska tidningar, bland annat i Svenska Dagbladet 1904–14, 1914 ordinarie biografcensor och från 1918 chef för Statens biografbyrå. Bjurman har utgett en monografi över Edgar Allan Poe (1916).